# Plumichiton pollicinus
Plumichiton pollicinus är en insektsart som beskrevs av Henderson, Hodgson in och Hodgson 2000. Plumichiton pollicinus ingår i släktet Plumichiton och familjen skålsköldlöss. Inga underarter finns listade i Catalogue of Life.